# Betty Field
Betty Field (Boston, 8 febbraio 1913 – Hyannis, 13 settembre 1973) è stata un'attrice statunitense.

## Biografia
Nata a Boston (Massachusetts), iniziò la sua carriera teatrale a Londra nello spettacolo She Loves Me Not di Howard Lindsay del 1934.
Tornò negli Stati Uniti recitando in diverse rappresentazioni teatrali prima di esordire nel cinema. Il suo primo ruolo sul grande schermo fu quello di Mae, l'unico personaggio femminile della pellicola Uomini e topi (1939), che la fece apprezzare dalla critica per le sue qualità di attrice drammatica.
Intraprese così una carriera caratterizzata da ruoli prevalentemente secondari, come in Delitti senza castigo (1942), in cui interpretò lo scomodo ruolo di una ragazza vittima di un incesto, personaggio preso di mira dalla censura dell'epoca.
Sebbene preferisse la carriera teatrale, Betty Field recitò in altre pellicole come Il grande Gatsby (1949), Picnic (1955), Fermata d'autobus (1956), e L'uomo di Alcatraz (1962). La sua ultima interpretazione risale al 1968 nel poliziesco L'uomo dalla cravatta di cuoio.
L'attrice morì nel 1973 a Hyannis (Massachusetts), all'età di 60 anni, per un ictus.

## Vita privata
Sposata tre volte, il suo primo marito fu l'autore teatrale Elmer Rice, dal quale ebbe tre figli, John, Paul e Judith, e dal quale divorziò nel maggio 1956; il secondo marito fu Edwin J. Lukas e il loro matrimonio durò dal 1957 al 1967; infine sposò nel 1968 Raymond Olivere, con il quale visse per il resto della sua vita.

## Filmografia

### Cinema

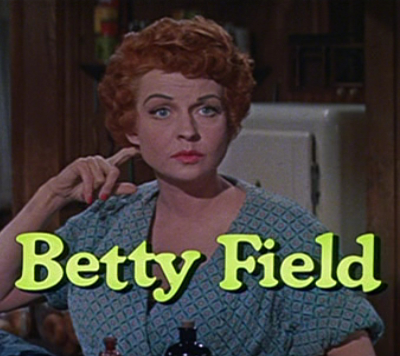
Nel trailer di Fermata d'autobus

- What a Life, regia di Theodore Reed (1939)
- Uomini e topi (Of Mice and Men), regia di Lewis Milestone (1939)
- Seventeen, regia di Louis King (1940)
- Vittoria (Victory), regia di John Cromwell (1940)
- Il grande tormento (The Shepherd of the Hills), regia di Henry Hathaway (1941)
- Blues in the Night, regia di Anatole Litvak (1941)
- Delitti senza castigo (Kings Row), regia di Sam Wood (1942)
- Are Husbands Necessary?, regia di Norman Taurog (1942)
- Il carnevale della vita (Flesh and Fantasy), regia di Julien Duvivier (1943)
- ...e domani il mondo (Tomorrow, the World!), regia di Leslie Fenton (1944)
- The Great Moment, regia di Preston Sturges (1944)
- L'uomo del Sud (The Southerner), regia di Jean Renoir (1945)
- Il grande Gatsby (The Great Gatsby), regia di Elliott Nugent (1949)
- Picnic, regia di Joshua Logan (1955)
- Fermata d'autobus (Bus Stop), regia di Joshua Logan (1956)
- I peccatori di Peyton (Peyton Place), regia di Mark Robson (1957)
- Sei colpi in canna (Hound-Dog Man), regia di Don Siegel (1959)
- Venere in visone (Butterfield 8), regia di Daniel Mann (1960)
- L'uomo di Alcatraz (Birdman of Alcatraz), regia di John Frankenheimer (1963)
- Missione in Manciuria (7 Women), regia di John Ford (1966)
- Come salvare un matrimonio e rovinare la propria vita (How to Save a Marriage and Ruin Your Life), regia di Fielder Cook (1968)
- L'uomo dalla cravatta di cuoio (Coogan's Bluff), regia di Don Siegel (1968)

### Televisione
- The Philip Morris Playhouse – serie TV, episodio 1x16 (1954)
- General Electric Theater – serie TV, episodio 5x12 (1956)
- The Alcoa Hour – serie TV, episodio 2x09 (1957)
- Climax! – serie TV, episodio 4x13 (1958)
- Gli intoccabili (The Untouchables) – serie TV (1960)
- Alfred Hitchcock presenta (Alfred Hitchcock Presents) – serie TV, episodio 6x03 (1960)
- Il dottor Kildare (Dr. Kildare) – serie TV (1962)
- The Nurses – serie TV, episodio 1x02 (1962)
- Ben Casey – serie TV, episodio 1x28 (1962)
- Going My Way – serie TV, episodio 1x28 (1963)
- L'ora di Hitchcock (The Alfred Hitchcock Hour) – serie TV, episodio 1x24 (1963)
- La parola alla difesa (The Defenders) – serie TV (1964)
- The Outsider – serie TV, episodio 1x09 (1968)

## Doppiatrici italiane
- Lydia Simoneschi in L'uomo di Alcatraz, Venere in visone, L'uomo dalla cravatta di cuoio
- Dhia Cristiani in Il grande Gatsby, Picnic
- Rosetta Calavetta in Il carnevale della vita
- Clelia Bernacchi in L'uomo del sud
- Franca Dominici in Fermata d'autobus
- Giovanna Scotto in I peccatori di Peyton
- Rita Savagnone in Missione in Manciuria